# Чхакараву
Чхакараву (канн. ಛಕಾರವು) — чха, буква алфавита каннада из группы чаварга, придыхательная глухая постальвеолярная аффриката. Произносится аналогично ಚ, но с сильным придыханием, в современном языке произносится с придыханием, в отличие от согласных со слабым придыханием, которые в современном языке произносятся просто без придыхания. Символ юникода — U+0C9B.

Сочетание с гласными:
|   | ಅ | ಆ | ಇ | ಈ | ಉ | ಊ | ಋ | ಎ | ಏ | ಐ | ಒ | ಓ | ಔ | ಅಂ | ಅಃ |
| ಛ್ | ಛ | ಛಾ | ಛಿ | ಛೀ | ಛು | ಛೂ | ಛೃ | ಛೆ | ಛೇ | ಛೈ | ಛೊ | ಛೋ | ಛೌ | ಛಂ | ಛಃ |

Пример двойного согласного: ಕ್ಛ — кча.